# قطعنامه ۲۶۲۳ شورای امنیت سازمان ملل متحد
قطعنامه ۲۶۲۳ شورای امنیت سازمان ملل متحد در ۲۷ فوریه ۲۰۲۲ (۸ اسفند ۱۴۰۰) به تصویب رسید. بر اساس این قطعنامه، شورای امنیت به مجمع عمومی اضطراری درباره وضعیت اوکراین رأی می‌دهد.    از آن‌جایی که این یک قطعنامه رویه‌ای بود، هیچ عضو دائمی در این نشست نمی‌توانست از حق وتوی خود استفاده کند.
روسیه رای مخالف و چین ، هند و امارات متحده عربی رای ممتنع دادند.

## اساس
قطعنامه ۳۷۷ مجمع عمومی سازمان ملل متحد،  با عنوان قطعنامه «اتحاد برای صلح»، مصوب ۳ نوامبر ۱۹۵۰، بیان می‌کند که در هر موردی که شورای امنیت، به دلیل عدم اتفاق آرا در بین پنج عضو دائمی خود (P5) به نتیجه نرسد، در صورت نیاز برای حفظ صلح و امنیت بین‌المللی، مجمع عمومی فوراً موضوع را بررسی می‌کند و ممکن است به منظور حفظ یا بازگرداندن صلح و امنیت بین‌المللی، توصیه‌هایی را به اعضای سازمان ملل برای انجام اقدامات جمعی، از جمله استفاده از نیروی مسلح در صورت لزوم، صادر کند.

## رای‌گیری
| تاییدکنندگان (۱۱)                                                                                             | ممتنع (۳)                       | مخالفان (۱) |
| --- | ------------------------------- | ----------- |
| - آلبانی - برزیل - فرانسه - گابن - غنا - جمهوری ایرلند - کنیا - مکزیک - نروژ - بریتانیا - ایالات متحده آمریکا | - چین - هند - امارات متحدهٔ عربی | - روسیه     |
| اعضای دائمی شورای امنیت به صورت پررنگ نشان داده شده اند.                                                      |                                 |             |